# Haruspex mentitus
Haruspex mentitus là một loài bọ cánh cứng trong họ Cerambycidae.